# لسان (بناطيل)
اللِّسان هو شريط من مادة يغطي فتحة في منطقة المنفرج في البنطال، وغالباً ما يُغلَق بسحّاب أو بأزرار. وقد يظهر أيضاً على بعض الملابس الداخلية للرجال مثل تُبّانات الملاكم أو الكلاسين للسماح بتسهيل التبول، ويُعرف في هذه الحالة باسم لسان فتحة المفتاح. في ملابس الرجال، يُفتح اللسان دائماً على الجانب الأيمن لمرتديها، أما في ملابس النساء فقد يُفتح إما على الجانب الأيسر أو الأيمن.